# 梓 (小説家)
梓（あずさ、1992年〈平成4年〉 - ）は、日本の小説家。
2007年、中学3年生の時に書いた長編小説『Switch』が第2回講談社BOX新人賞“流水大賞”優秀賞を受賞した（同時受賞は泉和良）。
翌年10月、講談社の文芸雑誌『パンドラ』に『Switch』が全文掲載されデビュー。2009年6月には単行本として刊行された。

## 作品リスト
単行本
- 『Switch』絵：真、講談社〈講談社BOX〉、2009年6月。ISBN 978-4-06-283716-3。
  - 単行本発売前に、『パンドラ』Vol.2 SIDE-A（2008年10月）に全文掲載。